# Myrmeleon (Myrmeleon) formicarioides
Myrmeleon (Myrmeleon) formicarioides is een insect uit de familie van de mierenleeuwen (Myrmeleontidae), die tot de orde netvleugeligen (Neuroptera) behoort. 
Myrmeleon (Myrmeleon) formicarioides is voor het eerst wetenschappelijk beschreven door van der Weele in 1905.